# Бопор
Бопор — один из шести районов города Квебек, в провинции Квебек, в Канаде. Образован 1 января 2002 года.
Находится на северо-восточной окраине города. Граничит на юго-востоке с береговой линией реки Святого Лаврентия, на севере с Лаврентийскими горами в региональных муниципальных округах Ла-Бопор и Сен-Брижитт-де-Лаваль, на востоке с районами Шарльбур и Ла Сите-Лимуалу.
Девиз района — «Моё достоинство проистекает из моей веры и труда» (лат. Fide Et Labore Valebo).
В районе представлена промышленность строительных материалов, есть предприятия по производству лаков и красок, оргтехники и медицинского оборудования. Важную роль в экономике играет перевалка зерновых грузов.
Достопримечательности включают Парк-де-ла-Шут-Монморанси, в котором находится крепость, построенная в 1759 году Джеймсом Вульфом и Мануа Монморанси, и служившая домом с 1791 по 1794 год для принца Эдуарда, герцога Кентского и Стратэрнского.
В историческом районе города находится много интересных церквей и домов, в том числе Дом Беланже-Жирарден, входящий в перечень важнейших достопримечательностей Канады, где посетители могут узнать об истории Бопора. Ежегодно в районе проводятся фестивали весной и летом.

## История
В 1634 году Робер Жиффар основал на этом месте усадьбу, которую назвал Бопор. Это поселение является одним из старейших, основанных европейцами в Канаде.
В 1976 году здесь возник город Бопор. Он был создан путём объединения семи региональных муниципальных округов (Бопор, Сен-Мишель-Арканж, Жиффар, Валльнёв, Монморанси, Курвиль и Сент-Терез-де-Лизье).
В 1990-х годах население этого городка продолжало активно расти, чему способствовали диверсификация экономики, наличие свободного пространства и возможности для отдыха на открытом воздухе.
С 1 января 2002 года Бопор вошёл в состав города Квебека, став одним из его районов.

## Округа
Район разделён на пять округов, только два из которых имеют официальные названия — Вьё-Мулен и Шут-Монморанси.
Другие три округа, в ожидании официального названия, носят следующие условные наименования (в скобках дана их официальная нумерация в Квебеке): Вьё-Бур (Округ 5-4), Сен-Мишель (Округ 5-2) и Лорентид (Округ 5-1).
В городском совете Квебека Бопор представлен советником по каждому из четырёх избирательных округов.
| Район | Район | Избирательны округ  | Советник           | Партия              |
| ----- | ----- | ------------------- | ------------------ | ------------------- |
| 5     | Бопор | Сент-Терез-де-Лизьё | Мари Франс Трюдель | Команда Лебона (EL) |
|       |       | Шут-Монморанси      | Жюли Лимьё         | Команда Лебона (EL) |
|       |       | Сеньорьяль          | Лизетт Лепаж       | Команда Лебона (EL) |
|       |       | Робер-Жиффар        | Марк Симоно        | Команда Лебона (EL) |

Председателем районного совета с 2023 года является Изабель Руа.